# Олексіївка (Щастинський район)
Олексі́ївка — село в Україні, у Новоайдарській селищній громаді Щастинського району Луганської області. Населення становить 1018 осіб.

## Географія
На південно-східній околиці села Балка Калинова впадає у річку Євсуг.

## Історія
У 1932–1933 роках Олексіївка постраждала від Голодомору. Кількість встановлених жертв — 325 осіб. У книзі «Врятована пам′ять. Голодомор 1932-33 років на Луганщині: свідчення очевидців» містяться спогади місцевої мешканки Швачки Анастасії Іванівни (1922 року народження), яка описує ті події так:

| «…У 33-му году в іюні місяці померла в нас мати, нас осталось троє, батько — четвертий. Мати поки жива ж була, ходила на роботу, брала й мене, я воду підносила людям. Тіки з-за того брали, шо їсти нічого не було. Ну, колхозу спасібо, льону хоч потрошку, ну виписували (у 32-м году), макуху давали, — оцим підтримували Мати ходила, поки ще жива була, мінять у Луганське, за вєщі. Тоді ж були іще гроші, шо носили, серебряні, за серебро міняла. Скіки сил було, ходила, а тоді вже не стало в нас матері, мати з голоду померла. А батько повів у прийми нас, а в тієї матері тоже четверо діток з голоду вмерло, і чоловік, вона одна осталася…»[2] |
Упродовж війни на сході України населений пункт потрапив до зони бойових дій. Вночі з 31 серпня на 1 вересня 2014 року село було піддане авіаційному обстрілу літаками РФ. 3-4 вересня Олексіївка зазнала інтенсивних обстрілів російською артилерією.

## Населення
Згідно з переписом УРСР 1989 року чисельність наявного населення села становила 1012 осіб, з яких 454 чоловіки та 558 жінок.
За переписом населення України 2001 року в селі мешкало 1018 осіб.

### Мова
Розподіл населення за рідною мовою за даними перепису 2001 року:
| Мова       | Відсоток |
| ---------- | -------- |
| українська | 92,53 %  |
| російська  | 7,47 %   |